# Spion & Spion

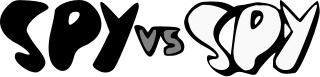

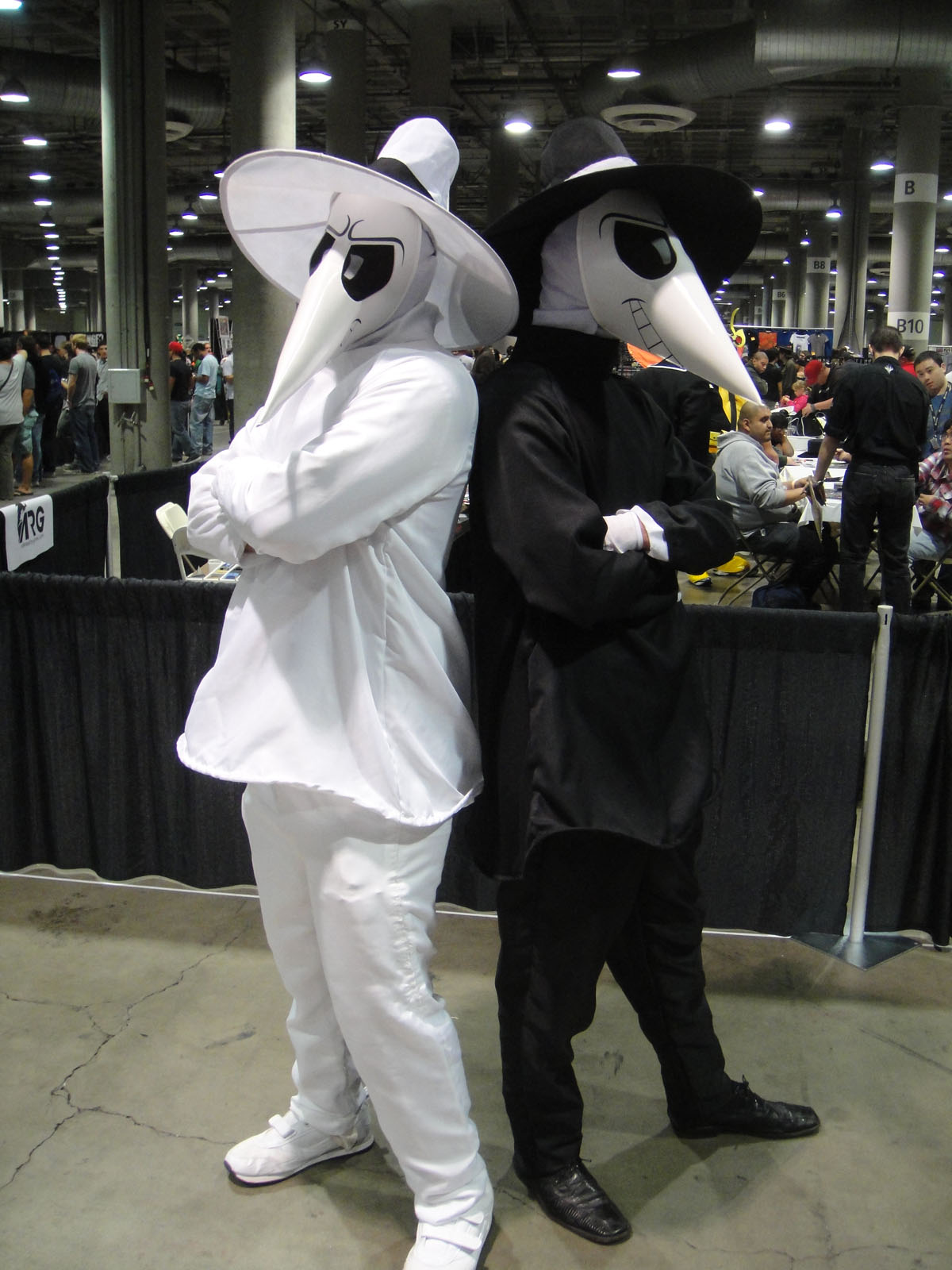
Cosplayer als Spion & Spion

Spion & Spion (im amerikanischen Spy vs. Spy, wörtlich: „Spion gegen Spion“) ist eine Serie von Comicstrips, die seit 1961 im Mad-Magazin erscheinen. Erfunden wurde sie vom kubanisch-amerikanischen Zeichner Antonio Prohías, der sie auch bis 1990 zeichnete. Inzwischen stammen die Strips aus der Feder von Peter Kuper, aber in Morsecode steht noch in jedem Comic BY PROHIAS (-••• -•-- •--• •-• --- •••• •• •- •••) bzw. in den deutschen Ausgaben VON PROHIAS.
Die dialogfreien Kurzgeschichten handeln von zwei Spionen, einem weißen und einem schwarzen, die versuchen, die geheimen Informationen des anderen zu stehlen. Dafür fügen sie einander im Stile von Tom und Jerry Schaden zu. Im typischen Ablauf möchte ein Spion dem anderen schaden. Mal gelingt der Plan, mal durchkreuzt der Andere diesen. In beiden Fällen wird einer der Spione verletzt, manchmal sogar tödlich.
In seltenen Episoden erscheint zusätzlich noch eine graue Spionin (die „Frau in grau“), die beide Spione bezwingt.
Von Spion & Spion erschienen neben den Comics noch ein Brettspiel und mehrere Computerspiele, wie z. B. Spy vs Spy. In bewegter Form waren sie auch in der animierten Version von Mad zu sehen, und traten bei MadTV in Erscheinung. 2004 ließ sich die Firma Pepsi die beiden Figuren für einen Werbespot von Mountain Dew in den USA lizenzieren.